# Pictorial Collective
A Pictorial Collective fiatal fotóművészeket tömörítő szakmai csoportosulás.

## Története
A Pictorial Collective immár több mint egy évtizede működik, néha ugyan változó, de mindig összetartó közösséget formáló  tagjaival. A három alapító, Bácsi Róbert László, Móricz-Sabján Simon és Szabó Bernadett célja egy olyan fotográfiai közösség létrehozása volt, amelyben a tagok egymástól függetlenül, mégis egymást inspirálva dolgozhatnak, folyamatos párbeszédet generálva nemcsak saját munkájukról, hanem a modern fotóriport elméleti és gyakorlati kérdéseiről is.
Névválasztásuk eredetének a Picture Of The Year amerikai fotópályázat Pictorial nevet viselő kategóriája tekinthető. Ide tematikai megkötés nélkül lehetett pályázni olyan képpel, amelyben nem a dokumentarista jelleg, nem a hírérték volt az elsődleges, hanem a világ szubjektív és jelentésekben gazdag megragadása egy fényképben.
A harmincas-negyvenes éveiben járó generációt tömörítő szakmai csoportot élvonalbeli sajtófotósok, fotográfusok alkotják, akik számos nemzetközi és magyar sajtódíj, valamint művészeti ösztöndíjak nyertesei. Bár szakmai előéletük, képzettségük és gyakorlatuk igen eltérő (Práter utcai Szakképző Iskola, MÚOSZ Bálint György Újságíró Akadémia, Moholy-Nagy Művészeti Egyetem fotográfia szak, Kaposvári Egyetem fotográfia szak, valamint fotográfiai műhelyekben való egyéni gyakorlat), elkészült munkáik, fotóesszéik, projektjeik egységesen tükrözik a reflektív, humanista képalkotást, az érzékeny, felvállaltan személyes érintettségű látásmódot.
Működésük egyik alappillére a folyamatos diskurzus, egymás munkáinak elemzése, érdemi értékelése. Kiemelt szándékuk közös projektek megvalósítása, a pályázatokon, kiállításokon való együttes megjelenés. Több portfolió review, riportfotó workshop kötődik hozzájuk.
Új művészeti formanyelvet használva hosszú távú autonóm képsorozatokat, fotóesszéket készítenek, meghaladva a fotóriporteri szemléletet, túllépve a napi hírképek létrehozásán.
Kutatás alapú projektjeik, a szociális témák iránti érzékenységük, a privát és közéleti történésekkel kapcsolatos véleményformálást is felvállaló sorozataik a világ számos lapjában és kiállítási intézményében megjelennek.
„Tagjaink hisznek benne, hogy a fotográfusok tanúk és hírvivők. Fontos számunkra a mindennapi helyzetek, a különféle társadalmi problémák bemutatása egyéni véleménnyel és látásmóddal. Mindannyian saját érzéseinkre és benyomásainkra támaszkodva láttatjuk az általunk választott témát – a legkülönbözőbb társadalmi és földrajzi környezetben”

## Tagok
- Bácsi Róbert László[3]
  - Transznyisztria[4]
  - Kövesd a napot[5]
  - Hegyi-Karabakh[6]
- Bődey János[7]
  - Visszatérés a csillagosházakba[8]
  - Nyugdíjas ki mit tud[9]
  - Ha nekünk menni kell, Niki is követni fog minket[10]
  - Nárai szüreti felvonulás[11]
  - Amikor arcot kap a háborús statisztika[12]
  - Anya éljen, ezt az egy ajándékot kérték karácsonyra[13]
  - Test és Tudomány: A Semmelweis Egyetem rejtett preparátumai[14]
- Hadjú D. András[15]
  - Szofi élete[16]
  - Cararacta[17]
  - A fal amit mi kerítésnek hívunk[18]
- Hirling Bálint[19]
  - Zsákfalu[20]
  - Cosplay[21]
  - Club America[22]
- Mohai Balázs[23]
  - Kengyija – senkiföldje[24]
  - Kazbek[25]
  - Magyar mindennapok Kárpatálján[26]
- Móricz-Sabján Simon (1980–2023)[27]
  - Második élet[28]
  - Az új norma időszaka[29]
  - Frontvonal[30]
  - 44 nap[31]
  - Az egyetem mi vagyunk[32]
  - Ipszilonok[33]
  - Zárt határok[34]
  - Borsosék[35]
  - Sárvidék[36]
  - Vörösiszap katasztrófa[37]
  - Street workout[38]
  - Moszkva tér[39]
- Pályi Zsófia[40]
  - Tranzitország[41]
  - Bura Girls[42]
  - Balaton, a magyar tenger[43]
- Stiller Ákos[44]
  - A magyar választó[45]
  - Tanyavilág[46]
  - Roma Biblia[47]
- Urbán Ádám[48]
  - Vizuális környezetszennyezés[49]
  - Cirkuszi arcok[50]
  - PéldaKÉPek[51]
  - Poszt-szubkultúrák[52]
  - Aszódi javítóintézet[53]
  - A függöny mögött[54]
- Végh László[55]
  - Ukrajna[56]
  - Jurtában az erdő közepén[57]
  - Aszó[58]

### Korábbi tagok
- Darnay Katalin[59]
- Ferenczy Dávid[59]
- Mártonfai Dénes[60]
  - Vidéki foci[61]
  - Őcsény Nemzetközi szakmai ballontalálkozó[62]
  - '105[63]
- Szabó Bernadett[1]

## Kiállítások
- 2015. szeptember 25. – október 25. A World Press Photo kísérő kiállítása, Néprajzi Múzeum (Budapest)

kiállítók: Urbán Ádám, Pályi Zsófia, Stiller Ákos, Darnay Katalin, Mohai Balázs, Ferenczy Dávid, Bácsi Róbert László, Hajdú D. András, Móricz-Sabján Simon és Mártonfai Dénes
- 2015. október 17.[59]  – 2016. január 10. Flow/Áramlat, Ferenczy Múzeum (Veszprém)

kiállítók: Bácsi Róbert László, Végh László, Pályi Zsófia, Mohai Balázs, Darnay Katalin, Ferenczy Dávid, Móricz-Sabján Simon,  Urbán Ádám
- 2018. április 17. – május 19.: Dunaképp , Capa Centert

kiállítók:  Bácsi Róbert László, Hajdú D. András Hirling Bálint, Mártonfai Dénes, Mohai Balázs, Móricz-Sabján Simon, Stiller Ákos, Urbán Ádám, Végh László
- 2021. augusztus 17. – szeptember 19.: Pictorial 10 – Válogatás a Pictorial Collective első tíz évéből, Capa Center

kiállítók: Bácsi Róbert László, Darnay Katalin, Ferenczy Dávid, Hajdú D. András, Hirling Bálint, Mártonfai Dénes, Mohai Balázs, Móricz-Sabján Simon, Pályi Zsófia, Stiller Ákos, Szabó Bernadett, Urbán Ádám, Végh László
- 2023. június 22. – október 1.: Petőfi utcák népe, Capa Center

kiállítók: Móricz-Sabján Simon, Bácsi Róbert László, Bődey János, Hirling Bálint, Mohai Balázs,   Pályi Zsófia, Stiller Ákos, Urbán Ádám és Végh László